# Rosa Junck
Pour les articles homonymes, voir Junck.
Rosa Junck, née Bilek le 24 mai 1850 à Tábor, en Tchéquie, et morte le 27 juillet 1929 à Bordighera, en Italie, est une espérantiste et enseignante de langues tchèque. Elle participe à plusieurs congrès d’espéranto et sert de modèle pour la prononciation de la langue.

## Biographie
Rosa Junck nait le 24 mai 1850 à Tábor, en Tchéquie.

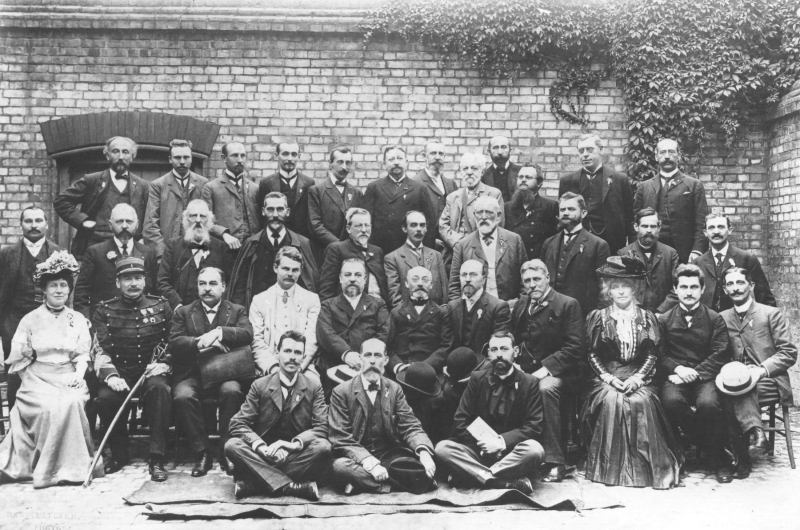
Le comité linguistique de l’espéranto, en 1907. Rosa Junck est assise (deuxième rang en partant du bas, troisième en partant de la droite).

À partir de 1890, elle habite en Italie. Elle apprend l’espéranto en 1897.
Lors du premier congrès universel d’espéranto de Boulogne-sur-Mer, elle récite des poèmes à la demande de Louis-Lazare Zamenhof, créateur de la langue, afin de servir de modèle pour la prononciation. Edmond Privat, dans son Historio de la lingvo Esperanto, écrit :

« Une soirée théâtrale eut lieu. Sept amateurs de nationalités différentes jouèrent une comédie de Molière. Les différences de prononciation étaient petites, l’unité beaucoup plus frappante. Cependant, il restant quelques traces de l’instruction libre. On constatait chez les Anglais et les Français, à cause des manuels de Louis de Beaufront — absent pour cause de maladie — la tendance à prononcer les voyelles de façon trop fermée et longue. On demanda au Dr Zamenhof quelle était la manière juste. En guise de modèle, il fit déclamer des poèmes par Mademoiselle Rosa Junck. C’était une actrice italienne d’origine tchèque et elle prononçait les voyelles de façon ouverte, comme les Slaves et les Italiens. À partir de là, la règle fut claire pour tous, mais elle eut besoin de plusieurs années pour se répandre dans l’usage de tous. »

— Edmond Privat, Historio de la lingvo Esperanto
Elle est vice-présidente du club d’espéranto de Bordighera. Elle écrit de nombreux articles en et sur l’espéranto, pour des journaux italiens et espérantistes.
Elle reçoit un prix aux jeux floraux internationaux (eo) de 1914 organisé à Sant Feliu de Guíxols.
Rosa Junck meurt le 27 juillet 1929 à Bordighera, en Italie.

## Traductions
- (eo) Edmondo De Amicis, Floro de Pasinto, 1906 (OCLC 369216972)
- (eo) Edmondo De Amicis, Kverko kaj Floro, 1906 (OCLC 930561168)
- (it) Louis-Lazare Zamenhof, Fundamento de Esperanto